# Stowarzyszenie Łemków
Stowarzyszenie Łemków – łemkowska organizacja społeczna, założona w Legnicy 15 marca 1989, a zarejestrowana 7 kwietnia 1989, należąca do Światowej Rady Rusinów. Pierwsza łemkowska organizacja społeczna powstała po demokratyzacji systemu politycznego w Polsce.
Prezesem Stowarzyszenia Łemków jest od początku jego istnienia Andrzej Kopcza.

## Teren działania
Organizacja prowadzi działalność w skupiskach łemkowskich w całej Polsce, główna działalność skoncentrowana jest jednak na zachodzie kraju. Koła stowarzyszenia znajdują się na terenach województw lubuskiego, dolnośląskiego oraz małopolskiego.

## Cele stowarzyszenia
Do celów stowarzyszenia należą:
- integracja ludności łemkowskiej bez względu na poglądy i przekonania religijne;
- ratowanie, pielęgnowanie, rozwój i upowszechnianie kultury duchowej i materialnej Łemków;
- nauczanie języka łemkowskiego;
- popularyzacja historii Łemkowszczyzny a także wiedzy o życiu i działalności Łemków poza granicami Polski;
- propagowanie przyjaźni łemkowsko-polskiej oraz współpraca z podobnymi towarzystwami mniejszości narodowych w Polsce.

## Formy aktywności
Podstawową formą aktywności od początku działania stowarzyszenia było organizowanie lekcji języka łemkowskiego. Pierwsze takie lekcje odbyły się w roku szkolnym 1991/1992 w szkole w Uściu Gorlickim. Stowarzyszenie angażuje się w przygotowywanie programów nauczania języka łemkowskiego oraz odpowiednich podręczników szkolnych. Stowarzyszenie było także inicjatorem stworzenia kierunku filologia rosyjska z językiem rusińsko-łemkowskim na Akademii Pedagogicznej w Krakowie.
Stowarzyszenie prowadzi również działalność wydawniczą. Wydaje dwumiesięcznik „Besida”, będący organem Zarządu Głównego Stowarzyszenia. Czasopismo zamieszcza materiały w języku łemkowskim i polskim, od 1995 zawiera także dodatek dla dzieci i młodzieży „Łemkiwska Łastiwoczka”. Oprócz „Besidy” publikowany jest również „Łemkiwskij Ricznik” (dawniej pod nazwą „Łemkiwskij Kalendar”). Stowarzyszenie wydało kilkadziesiąt pozycji książkowych.
W 1989 powołano Teatr Stowarzyszenia Łemków. Koło Stowarzyszenia w Przemkowie prowadzi dziecięcy zespół „Łastiwoczka”.
Stowarzyszenie Łemków organizuje kilka imprez cyklicznych, spośród których największą jest "Łemkowska Watra na Obczyźnie".